# Cellphone's Dead
«Cellphone's Dead» —en español: «El muerto del móvil» o «El muerto del celular»— es una canción del músico estadounidense Beck, lanzada como segundo sencillo del álbum The Information en 2006. Fue utilizada en el episodio piloto de la serie Chuck.

## Estructura musical
La canción comienza con guitarras acústicas y percusión. Luego entra un riff de guitarra y Beck empieza a rapear. La sección de guitarras y percusión acústica regresa en el coro. Hay una melodía de piano tocada a lo largo de la canción. La canción es similar a la canción "Hell Yes" de su álbum anterior Guero en términos de estructura y estilo musical.
El riff de apertura del bajo es una reminiscencia del tono y el carácter rítmico de "Chameleon", canción del artista de jazz Herbie Hancock, incluida en su álbum Head Hunters (1973).

## Video musical
El video musical fue dirigido por Michel Gondry. Está disponible en la compilación en DVD Michel Gondry 2: More Videos (Before and After DVD 1). El vídeo utiliza efectos especiales típicos de Gondry. En el video en blanco y negro, Beck entra a una casa vacía, una radio con adaptación de diferentes estaciones es escuchada, luego se sienta en una silla, donde canta la canción. De repente, la vista del horizonte de la ciudad en 2 dimensiones comienza a tomar forma humanoide, al igual que las puertas. Conforme avanza la video, Beck y esas dos figuras se transforman en unos a otros. Los efectos visuales se completaron en Fly Studio

## BPitch Control remixes
Una remezcla fue lanzada en formato 12" por el sello berlinés BPitch Control, con remixes de Ellen Allien y Ricardo Villalobos. Estos remixes se encuentran también en el disco 2 de la versión deluxe de The Information.

## Lista de canciones
1. «Cellphone's Dead» - 4:40
2. «O Menina» - 2:08